# Fibrocit
Fibrocit (lat. fibrocytus, TH: H2.00.03.0.01003)  je vrsta stanice vezivnog tkiva. Predstavlja istu vrstu stanica kao i fibroblast, s time da je fibrocit manje aktivno, a drugo je aktivno stanje, ovisno o metabolizmu tkiva. U znanosti je tendencija oba oblika nazivati fibroblastima. Nastavak "-blast" e koristi u staničnoj biologiji radi označavanja matične stanice ili stanice u aktiviranom stanju metabolizma.
Fibrocit je neaktivna mezenhimska stanica, što znači da je stanica s najmanjom količinom citoplazme, ograničenih količina hrapave endoplazmatske mrežice i nema dostatnih biokemijskih dokaza biosinteze bjelančevina.
Fibroblast (fibrocit) stvara sve dijelove međustanične tvari, a reverzibilno prelazi u fibrocit.

## Vanjske poveznice
- UIUC Histology Subject 240  Arhivirana inačica izvorne stranice od 19. rujna 2016. (Wayback Machine)
- MedEd na Loyoli